# Tanacetum karelinii
Tanacetum karelinii — вид рослин з роду пижмо (Tanacetum) й родини айстрових (Asteraceae).

## Середовище проживання
Поширений у західному Сибіру й Казахстані.